# Assistens Kirkegård
Se även Assistens Kirkegård (olika betydelser).

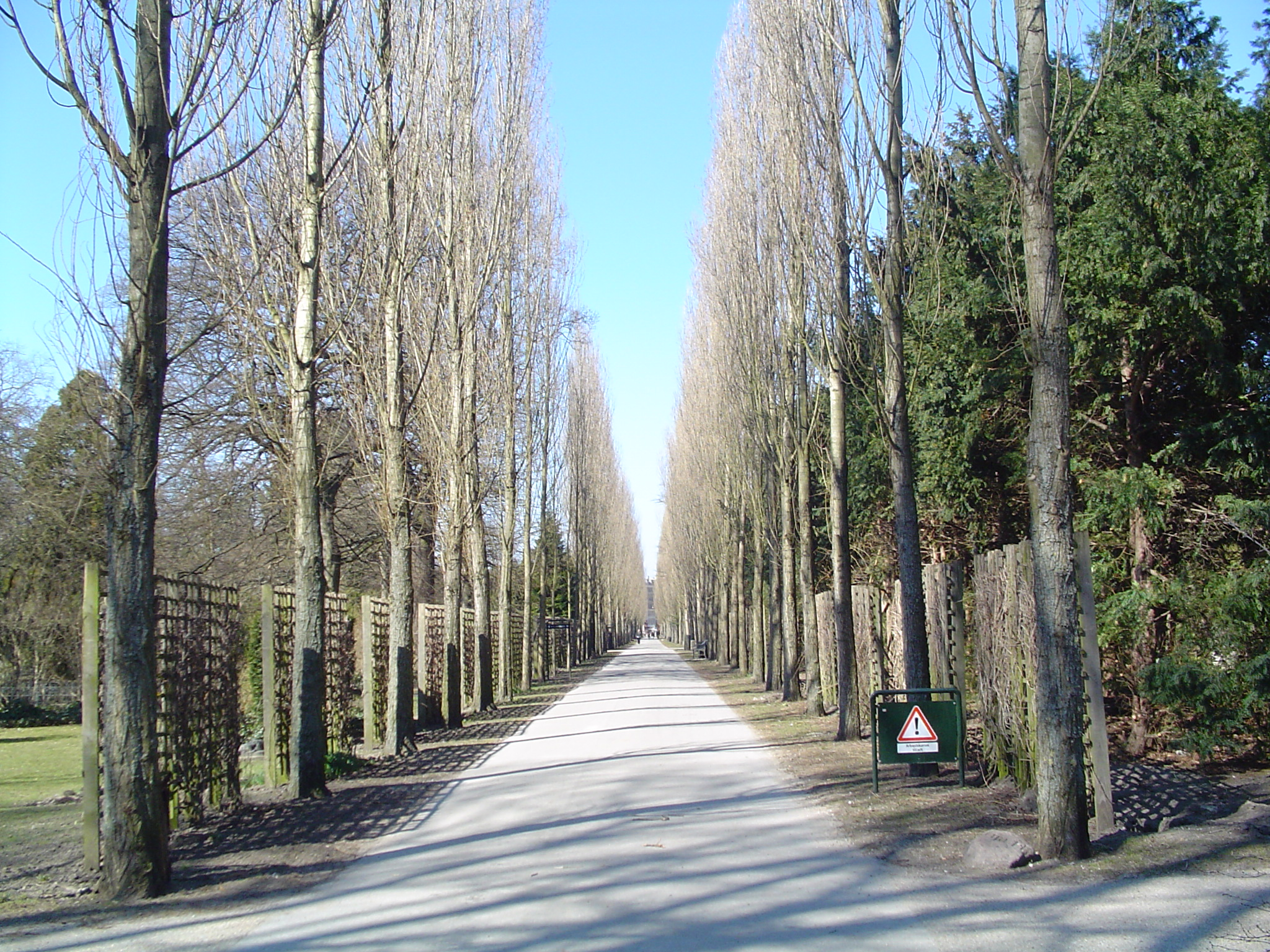
Assistens Kirkegård

Assistens Kirkegård är en medelstor begravningsplats belägen mitt i stadsdelen Nørrebro i Köpenhamn, och har varit i bruk sedan 1760. Personer med familjegravar här har fortfarande rättighet att begravas där.
Från början var kyrkogården tänkt som en begravningsplats för de fattiga, men efterhand har kyrkogården blivit en känd attraktion eftersom många kända personer har fått sin grav där. Eftersom kyrkogården också utgör ett stort grönområde i det tätt bebyggda Nørrebro har den blivit en populär utomhusplats för stadsdelens invånare under den varma årstiden.[källa behövs]
Under byggnationen av den nya metrostationen Nørrebros Runddel, som öppnade 
29 september 2019, fick byggbolaget lov att avlägsna några få gravar i det nordvästra hörnet. De hade dock tagit bort avsevärt mer än så utan att politikerna hade förstått omfattningen av projektet. Saken växte till en skandal sedan DR1:s TV-Avisen avslöjat den och protesterna blev omfattande. Idén om att göra om en del av kyrkogården till fotbollsplan 2020 har i praktiken försvunnit. Inget parti i Rådhuset ställer sig längre bakom ytterligare förstörelse av någon del av kyrkogården.[källa behövs]

## Kända personer begravda på Assistens Kirkegård
- Kjeld Abell
- H.C. Andersen (begravd i familjen Collins gravplats, men 1914 blev Collins sten flyttad til Frederiksberg ældre kirkegård)
- Niels Bohr, Harald Bohr och Christian Bohr
- Richard Boone
- Kenny Drew
- C.W. Eckersberg
- Peter Elfelt
- Peter Faber
- Ken Gudman
- Søren Gyldendal
- Inge-Lise Gaarde
- Kenny Holst
- Emil Hornemann
- Henry Heerup
- Jens Juel
- Karen Jønsson
- Søren Kierkegaard
- P. Knudsen
- Thomas Koppel
- Friedrich Kuhlau
- Christen Købke
- Peter Malberg
- Anne Marie "madam" Mangor
- Wilhelm Marstrand
- Lauritz Melchior
- Martin Andersen Nexø
- Lean Nielsen
- Leif Nielsen
- Rasmus Rask
- Ebbe Kløvedal Reich
- Johannes Theodor Reinhardt
- Amdi Riis
- Natasja Saad
- Jens August Schade
- Virtus Schade
- Hans Scherfig
- Peter von Scholten
- Petrine Sonne
- Michael Strunge
- Viggo Stuckenberg
- Jens Jørgen Thorsen
- Dan Turèll
- Ben Webster
- H.C. Ørsted
- Axel Axgil